# 孫礼
孫 礼（そん れい、？ - 250年）は、中国後漢末期から三国時代の武将、政治家。魏に仕えた。字は徳達。幽州涿郡容城県の人。孫は孫元。

## 生涯
剛毅果断、厳格正直の人だった。
動乱がまだ激しかった頃、行方不明となった母を馬台という人物が保護してくれた。孫礼は恩人の馬台に、全財産を譲り渡し感謝したという。
やがて曹操が幽州を支配するようになると、召し出されて司空軍謀掾となった。ところが、かつての恩人の馬台が法に触れ、死罪相当の罪を得てしまった事を聞いた孫礼は、その脱獄を手引きした上で自首した。後に馬台も「臣には逃亡する道義は無い」と言って温恢の元に出頭した。温恢は孫礼と馬台の行いに感動し、曹操にとり成して孫礼と馬台が受けた死一等の罪を減じさせたという。
後に河間郡丞に任命され、滎陽都尉に昇進した。魯山の賊が暴れ回ると、魯国相に任命され賊の鎮定にあたった。以後、山陽・平原・平昌・琅邪の郡太守を歴任した。
太和2年（228年）、曹休の呉征伐に従軍した。曹休に深入りを止めるよう勧めたが、曹休は聞き入れなかったため、敗れた。
その後、陽平太守を務めた後、宮廷に入って尚書となった。当時、宮室の修復工事が行われていた。折りしも天候不順で穀物の実りが少なかったため、孫礼は役務を罷めて民を農耕に戻すよう曹叡（明帝）を固く諌め、工事中止の詔勅を引き出した。作業を監督していた李恵が、これに反対する上奏をして争いとなったが、孫礼は再度上奏する事なく現場に赴き、詔勅と称して工事を強引に中止させてしまった。曹叡はこれを咎めなかった。
曹叡が大石山に行幸した時、虎が出現し帝の車に向かってきた。孫礼が馬から下り、剣を振るって虎を追い払おうとしたが、曹叡は馬に乗りながら追い払う事を命じた。
曹叡は危篤になると、曹爽を大将軍に任命し曹芳（斉王）の後見役として後事を託そうとしたが、その良い輔佐役として孫礼に目をつけた。孫礼は曹叡の寝台の側で遺詔を受け、大将軍長史・散騎常侍として曹爽を補佐する事になったが、正直で妥協しない性分であったため、曹爽に厭われた。曹爽は孫礼を揚州刺史・伏波将軍とし、関内侯に封じた上で地方に出した。
正始2年（241年）、呉の全琮が数万の兵を率いて来襲した。この時、州兵の多くが休暇に出ていたが、孫礼は自ら少ない守兵を率いて芍陂で交戦した。戦闘は一日中続き、味方の過半が死傷し孫礼自身も白刃を侵した。しかし乗っていた馬に数箇所の傷を被る激戦、ついに全琮軍を退却させた（芍陂の役）。
その後少府に任命され、再び荊州刺史として地方に出された。
さらに冀州牧に転任となった。この時、長年の懸案だった清河郡と平原郡の境界争いについて、司馬懿に考えを尋ねられたが、孫礼は任地へ出発する事なく解決案を示してみせた。孫礼は着任すると、直ちにその解決案に従い裁定を下したが、それが曹爽の意に沿わないものであり横槍が入ったため、激しい抗議を含んだ上奏をした上で、正装して処分を待った。曹爽は上奏を見て激怒し、孫礼を弾劾した上で5年の謹慎を命じた。しかし、とり成しの声が多かったため1年で城門校尉に復職した。
当時、匈奴王の劉靖の勢力が強盛を誇り、鮮卑も幾度か辺境を侵したため、孫礼が并州刺史・振武将軍・使持節護匈奴中郎将に任じられた。出発の前に司馬懿の元へ挨拶に出向いたが、黙ったままいつまでも発言しようとしなかった。司馬懿は、孫礼が功績を上げながら冀州牧を解任され、それより下位の并州刺史に任じられた事を不満がっているのではと思い慰めた。しかし孫礼はそれを否定し、国家の危機が心配なのだと述べ、暗に曹爽の専横を野放しにする司馬懿を批判し、涙を流した。司馬懿はしばらくその専横に耐え忍ぶよう言った。
司馬懿のクーデターにより曹爽が誅殺されると司隷校尉になり、最終的には司空まで昇って、大利亭侯に封じられ、100戸の領邑を得た。嘉平2年（250年）に死去し、景侯と諡された。爵位は孫が継承した。
孫礼はかつて崔琰に「今は身分が低いが、いずれ三公になる人物だ」と高い評価を得ていた。地方長官として5州7郡に臨み、いずれにも威信があった。同時期の高官であった盧毓とは、同郷で同年輩だった。二人は感情的には合わなかったが、名声・官位をほぼ等しくしたという。
小説『三国志演義』では、司馬懿の下で軍の一翼を担って蜀漢の諸葛亮と戦うが、敗北を重ねる人物として描かれている。